# アブダレラ・ハルーン
アブダレラ・ハルーン・ハッサン、またはアブダル・ハルーン・ハッサン（アラビア語: عبد الإله هارون、英語: Abdalelah Haroun Hassan、1997年1月1日 ‐ 2021年6月26日）は、スーダン出身でカタール国籍の陸上競技選手。専門は短距離走の400m。自己ベストは44秒07で元アジア記録保持者。2017年ロンドン世界選手権男子400mの銅メダリストである。

## 経歴
2013年にカタールに移り住み、2015年2月2日にカタールの市民権を取得。2015年4月2日からカタール代表として競技することが可能になった。
2014年に陸上競技を始め、400mの自己ベストを45秒74まで更新した。
2015年2月19日のXL-ガラン (en) 男子400mで45秒39の室内アジア新記録を樹立。苅部俊二が1997年にマークした45秒76を更新した。
2015年3月19日にサソルバーグ (en) で行われた大会の男子400mで、高地記録ながら44秒68の自己ベスト（当時）をマーク。イブラヒム・イスマイルの持つカタール記録とハムダン・アル＝ビシの持つU20アジア記録（ともに44秒66）に迫る好タイムをマークすると、翌月のアラブ選手権 (en) 男子400m決勝でも44秒68の自己ベストタイをマークして優勝し、自身初の国際タイトルを獲得した。
2015年6月のアジア選手権でアジアの大会に初出場を果たすと、4日の男子400m決勝で今季3度目の44秒68をマーク。大会3連覇がかかっていたアジア記録保持者のユセフ・マスラヒを抑えて優勝し、初のアジアチャンピオンに輝いた。アンカーを務めた7日の男子4×400mリレー決勝では3分02秒50の大会新記録を樹立しての優勝に貢献し、男子400mとの大会2冠を達成した。
2015年7月5日のResisprint国際男子400mで44秒27のアジア新記録（当時）を樹立。ユセフ・マスラヒが2014年にマークした44秒43を更新するとともに、イブラヒム・イスマイルが2000年にマークした44秒66のカタール記録も更新した。また、これはスティーブ・ルイス（43秒87）に次ぐU20世界歴代2位（当時）の記録となった。
2015年8月の北京世界選手権男子400mには今季世界ランク4位タイ（44秒27）のメダル候補として出場予定だったが、怪我のため出場しなかった。
2016年2月17日のゴールデンガラン（旧XL-ガラン）男子500mで59秒83の室内世界最高記録を樹立。Brycen Spratlingが2015年にマークした1分00秒06を更新した。
2016年3月のポートランド世界室内選手権男子400mには今季室内世界ランク10位（45秒88）で出場すると、18日の予選を46秒15（全体1位）、準決勝をシーズンベストの45秒71（全体3位）で突破し、世界大会初出場ながらこの種目でカタール勢初のファイナリストになった。迎えた翌日の決勝では、ディフェンディングチャンピオンのパヴェル・マスラクに0秒15及ばなかったものの、準決勝の記録を更に縮める45秒59をマークして銀メダルを獲得し、カタールにこの種目初のメダルをもたらした。また、19歳78日という若さでメダリストとファイナリストになったハルーンは、1985年パリ大会でトーマス・シェーンレーベが打ち立てた19歳166日の最年少メダリスト記録と最年少ファイナリスト記録を更新した。

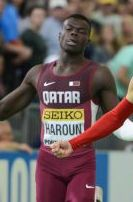
2016年ポートランド世界室内選手権

2016年7月のU20世界選手権男子400mには今季U20世界ランク2位（44秒81）のメダル候補として出場し、順当に決勝まで進出した。5月にU20世界歴代2位の44秒22（ハルーン以外で今季唯一の44秒台）をマークしていたバボロキ・テベが準決勝で姿を消し（レーン侵害の失格）、ライバル不在となった22日の決勝では、今大会唯一の44秒台（44秒81）をマークして金メダルを獲得。初の世界タイトルを獲得するとともに、カタールにこの種目初のメダルをもたらした。
2017年8月のロンドン世界選手権男子400mに出場を果たしたが、今季は怪我もあり、大会前のシーズンベストは44秒台に届かない45秒15だった。ところが、5日の予選をシーズンベストに迫る45秒27で突破すると、6日の準決勝ではシーズンベストを大幅に更新する44秒64をマーク。ホームストレートで怒涛の追い上げを見せ、着順で突破できる2着以内に入れなかったもののタイムで拾われて決勝に進出した。迎えた8日の決勝ではホームストレートに入った時点で7位（最下位）、残り30m時点で6位だったが、そこから準決勝同様に怒涛の追い上げを見せ、シーズンベストを更に縮める44秒48をマークして3位でフィニッシュ。ウェイド・バンニーキルク（43秒98）、スティーヴン・ガーディナー（44秒41）に次いで銅メダルを獲得し、400mではオリンピックも含めアジア勢初のメダリストになった。
2018年3月のバーミンガム世界室内選手権男子400mでは金メダル候補だったが、予選でフライングを犯し失格に終わった。なお、ハルーンがいた予選3組目は全員が失格になるという（ハルーン以外はレーン侵害で失格）、世界選手権初の珍事が起こった。
2021年に延期された2020年東京オリンピックにも代表になるべく活動していたが、2021年6月26日、ドーハにて交通事故に遭い死去したことがカタールオリンピック委員会によって発表された。24歳没。

## 人物
ヒーローはマイク・タイソン。

## 自己ベスト
| 種目 | 記録   | 年月日        | 場所           | 備考             |
| 屋外 | 屋外   | 屋外          | 屋外           | 屋外             |
| ---- | ------ | ------------- | -------------- | ---------------- |
| 400m | 44秒07 | 2018年7月21日 | ロンドン       | カタール記録     |
| 室内 |        |               |                |                  |
| 400m | 45秒39 | 2015年2月19日 | ストックホルム | 室内アジア記録   |
| 500m | 59秒83 | 2016年2月17日 | ストックホルム | 室内世界最高記録 |

## 主要大会成績
備考欄の記録は当時のもの
| 年   | 大会                        | 場所             | 種目    | 結果   | 記録            | 備考                      |
| ---- | --------------------------- | ---------------- | ------- | ------ | --------------- | ------------------------- |
| 2015 | アラブ選手権 (en)           | イーサ・タウン   | 400m    | 優勝   | 44秒68          | 自己ベスト                |
| 2015 | アジア選手権                | 武漢             | 400m    | 優勝   | 44秒68          | 自己ベスト                |
| 2015 | アジア選手権                | 武漢             | 4x400mR | 優勝   | 3分02秒50 (4走) | 大会記録                  |
| 2016 | アジア室内選手権            | ドーハ           | 400m    | 優勝   | 45秒88          | 大会記録                  |
| 2016 | アジア室内選手権            | ドーハ           | 4x400mR | 優勝   | 3分08秒20 (4走) | 大会記録 室内カタール記録 |
| 2016 | 世界室内選手権              | ポートランド     | 400m    | 2位    | 45秒59          |                           |
| 2016 | U20世界選手権               | ブィドゴシュチュ | 400m    | 優勝   | 44秒81          |                           |
| 2016 | オリンピック                | リオデジャネイロ | 400m    | 準決勝 | 46秒66          |                           |
| 2017 | 世界選手権                  | ロンドン         | 400m    | 3位    | 44秒48          |                           |
| 2017 | アジアインドアゲームズ (en) | アシガバート     | 400m    | 優勝   | 45秒68          | 大会記録                  |
| 2017 | アジアインドアゲームズ (en) | アシガバート     | 800m    | 準決勝 | 2分07秒94       |                           |
| 2017 | アジアインドアゲームズ (en) | アシガバート     | 4x400mR | 2位    | 3分12秒58 (1走) |                           |
| 2018 | アジア室内選手権            | テヘラン         | 400m    | 優勝   | 46秒37          |                           |
| 2018 | アジア室内選手権            | テヘラン         | 4x400mR | 優勝   | 3分10秒08 (4走) |                           |
| 2018 | 世界室内選手権              | バーミンガム     | 400m    | 予選   | DQ              |                           |
| 2018 | アジア大会                  | ジャカルタ       | 400m    | 優勝   | 44秒89          |                           |
| 2018 | アジア大会                  | ジャカルタ       | 4x400mR | 優勝   | 3分00秒56 (4走) | アジア記録 大会記録       |
| 2018 | IAAFコンチネンタルカップ    | オストラヴァ     | 400m    | 優勝   | 44秒72          |                           |